# فيلي اكينز
فيلي اكينز (بالإنجليزية: Willie Akins)‏ هو موسيقي أمريكي، ولد في 10 أبريل 1939 في ويبستر غروفز في الولايات المتحدة، وتوفي في 2 أكتوبر 2015 في سانت لويس في الولايات المتحدة.

## وصلات خارجية
- فيلي اكينز على موقع ميوزك برينز (الإنجليزية)
- فيلي اكينز على موقع أول ميوزيك (الإنجليزية)